# François Asselineau
Pour les articles homonymes, voir Asselineau.
Ne doit pas être confondu avec François Asselin.
François Asselineau ([fʁɑ̃ˈswa asəliˈno]), né le 14 septembre 1957 à Paris, est un haut fonctionnaire et homme politique français.
Énarque, il entre à l'Inspection des finances en 1985 puis mène une carrière de haut fonctionnaire qui le conduit à exercer dans différents cabinets ministériels sous les gouvernements de droite des années 1990 et, entre 2004 et 2006, le poste de délégué général à l'intelligence économique au ministère de l'Économie et des Finances. En parallèle, il est cadre du Rassemblement pour la France et l'indépendance de l'Europe (RPF) puis du Rassemblement pour l'indépendance et la souveraineté de la France (RIF) et siège au Conseil de Paris de 2001 à 2008, élu sur la liste de Jean Tiberi.
En 2007, il fonde l'Union populaire républicaine (UPR), qui milite pour la sortie de l'Union européenne, de la zone euro et de l'Organisation du traité de l'Atlantique nord (OTAN). Ce parti est décrit par de très nombreux observateurs comme souverainiste, antiaméricain et conspirationniste. La nuance politique attribuée par le ministère de l'Intérieur aux listes et candidats de l'UPR aux élections depuis 2014 est « divers », tandis que le parti se présente comme étant en dehors du clivage droite-gauche. François Asselineau est quant à lui couramment situé à droite, voire à l'extrême droite. Parfois rattaché au gaullisme, il assume cette étiquette et se présente également comme un opposant au Rassemblement national.
Cherchant à se faire connaître sur Internet par le cybermilitantisme, François Asselineau et ses militants mènent également une insistante démarche de lobbying auprès des grands médias et de Wikipédia — accusés par François Asselineau de le censurer — au point que cette action a pu être décrite comme un « harcèlement ».
Après avoir échoué à se présenter à l'élection présidentielle de 2012, il est candidat à celle de 2017 et recueille 0,92 % des voix. Il échoue à nouveau à se présenter à l'élection présidentielle de 2022, faute de parrainages suffisants.

## Famille et vie privée
François Asselineau est le fils de Pierre Asselineau, ingénieur à Gaz de France, et de Lucienne Gadille. Il a un frère aîné, Denis, et une sœur cadette, Fabienne,. Marié à une universitaire, il a deux enfants. Passionné par l'Asie et l'Océanie, il parle le japonais,.

## Parcours professionnel

### Études
Il est diplômé d'HEC Paris en 1980 et de l'École nationale d'administration (ENA) en 1985,, deuxième de la promotion Léonard-de-Vinci,.

### Carrière de haut fonctionnaire
Il est inspecteur des finances dans les cadres de 1985 à 1989,, chargé de mission à la direction générale du Crédit national de 1989 à 1991 et chef du bureau Asie-Océanie à la direction des relations extérieures économiques au ministère de l'Économie et des Finances de 1991 à 1993.
Il quitte l'Inspection générale des finances en détachement pour travailler comme haut fonctionnaire au sein de plusieurs ministères français. À partir de 1993, il est tour à tour conseiller pour les affaires internationales de Gérard Longuet puis de José Rossi au ministère de l'Industrie (1993 à 1995),, directeur de cabinet de Françoise de Panafieu au ministère du Tourisme dans le premier gouvernement Juppé,, puis chargé de mission au cabinet d'Hervé de Charette au ministère des Affaires étrangères de 1996 à 1997,.
Il réintègre l'Inspection générale des finances en 1997, après la dissolution de l'Assemblée nationale, et devient inspecteur général des finances en 2001. Il est directeur de cabinet de Charles Pasqua au conseil général des Hauts-de-Seine de 2001 à 2004,.
Le 19 octobre 2004, il est nommé délégué général à l'intelligence économique au ministère de l'Économie et des Finances par Nicolas Sarkozy. Sa délégation est chargée de « fournir, au gouvernement comme aux entreprises, des analyses renouvelées afin de mieux faire face aux effets de la mondialisation », et d'anticiper les décisions étrangères « qui auraient pour effet de nuire aux intérêts économiques et industriels de la France ». Selon Christian Harbulot, directeur de l'École de guerre économique, « Le changement d'attribution ministérielle de Nicolas Sarkozy aboutit à la marginalisation de François Asselineau qui, dépité, quitta son poste sans avoir pu passer à l'action ».
D'après le journaliste d'investigation Yvan Stefanovitch, François Asselineau fait partie des inspecteurs généraux des finances « fantômes », « devenus absolument débordés à force de vouloir mener une carrière politique tambour battant » et « qui ne peuvent pas accomplir la moindre mission parce qu'on ne leur donne tout simplement rien à faire ».

## Parcours politique

### Débuts
Pour Gaël Brustier, François Asselineau « incarne la queue de comète de la Haute-Fonction publique la plus liée au gaullisme, nostalgique des débuts d’un régime. Alors que la masse de ses collègues adhère au projet d’intégration européenne comme l’essentiel des élites politico-administratives française, François Asselineau milite vite contre celui-ci ».
François Asselineau indique avoir « commencé par voter non au traité de Maastricht en 1992, sans le dire » et « sans grande conviction »,. Il rapporte avoir été alors « sensible au discours de Philippe Séguin » et révulsé par la « campagne délirante des médias pour le oui ». L'Opinion écrit qu'« après la dissolution de l'Assemblée nationale en 1997, il se rapproche de Charles Pasqua pour rejeter le traité d'Amsterdam ». En 1999, il rejoint le Rassemblement pour la France et l'indépendance de l'Europe (RPF), le mouvement fondé par Charles Pasqua et Philippe de Villiers : il est membre du bureau national, directeur des études et porte-parole du parti,.
Lors des élections municipales de 2001 à Paris, il est tête de liste dans le 19e arrondissement, inscrit sur la liste de Jean Tiberi. Le Monde diplomatique relève que « sur ses affiches, il mêle le trafic de drogue et les chiens dangereux, la prostitution et les effectifs de police insuffisants, appelant à tourner la page de « six ans de laxisme socialiste » ». Élu au Conseil de Paris, il siège d'abord parmi les non-inscrits,. Pendant deux ans, de 2004 à 2006, il est membre de l'Union pour un mouvement populaire (UMP), et rejoint le groupe de ce parti au Conseil de Paris, puis en démissionne en 2006 pour rejoindre de nouveau les non-inscrits. Il précise alors que si Françoise de Panafieu, présidente du groupe UMP, est « une amie », il quitte l'UMP « par opposition à sa ligne européenne et sa position d'alignement sur les États-Unis ». En 2007, il intègre au Conseil de Paris le nouveau groupe baptisé « Paris libre », qui se veut détaché de toute affiliation partisane.
Anti-européen revendiqué, il sera également quelques mois membre du Rassemblement pour l'indépendance et la souveraineté de la France (RIF), dont il intègre le comité directeur en novembre 2006,,. Il indique avoir quitté le RPF et le RIF parce qu' « aucun d’eux ne voulait vraiment sortir de l’Europe ». Selon L'Obs, la rupture avec le RIF découle aussi du fait que François Asselineau refusait un rapprochement avec le Front national.

### Fondateur et président de l'UPR

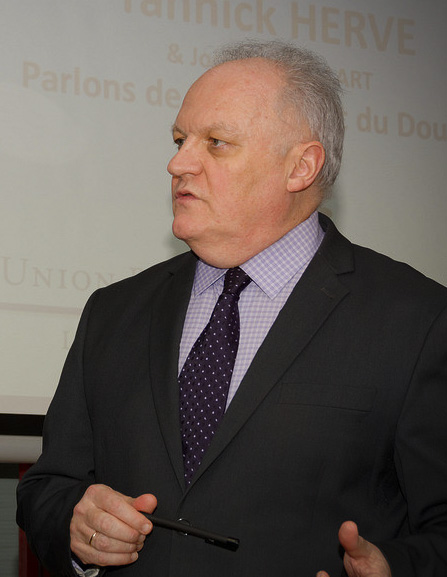
François Asselineau en 2015.

Le 25 mars 2007, François Asselineau fonde, à l'occasion du cinquantième anniversaire du traité de Rome, un nouveau parti politique, l'Union populaire républicaine (UPR), qu'il préside depuis lors,,. François Asselineau affirme que l'UPR n'a aucun emprunt bancaire afin de n'être « tenu par personne ».

### Débuts électoraux de son parti
Dans un premier temps, François Asselineau rejette la participation de l'UPR aux scrutins locaux, ce qui reviendrait selon lui à « participer à un système que nous rejetons en bloc ».
Lors des élections municipales de 2008, François Asselineau tente sans succès de présenter une liste dans le 17e arrondissement de Paris,.
Le 3 décembre 2011, lors du congrès national de l'UPR à Nogent-sur-Marne, François Asselineau annonce sa candidature à l'élection présidentielle française de 2012. Il ne parvient cependant pas à obtenir les parrainages nécessaires (Le Monde indique qu'il a reçu 18 signatures).
En 2013, il se présente à la législative partielle de la troisième circonscription de Lot-et-Garonne. Lors de ce scrutin, qui est le premier auquel concourt l'UPR, les partisans de François Asselineau se montrent très présents sur le terrain et diffusent leurs tracts dans toute la circonscription. Il obtient finalement 0,58 % des suffrages exprimés (189 voix, douzième position sur dix-sept candidats),. Jérôme Schrepf, journaliste de La Dépêche du Midi, estime qu' « il était clairement là pour se faire connaître et était très déconnecté des problèmes locaux. Mais il était entouré de gens de bon niveau, comme un ancien pilote de l'armée de l'air ». Il reçoit le soutien de Nicolas Dupont-Aignan qui vante les liens entre l'UPR et son parti Debout la République « sur la défense de notre souveraineté » ou « sur l'indépendance de la France ».
Lors des élections européennes de 2014, François Asselineau recueille 0,58 % des voix (17 864 voix) dans la circonscription Île-de-France, et son parti recueille 0,41 % des suffrages sur le plan national (76 907 voix).

### Élection présidentielle de 2017

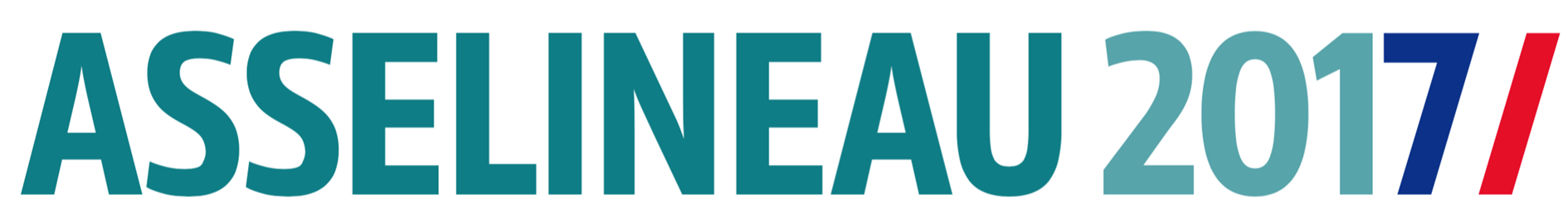
Logo de campagne officiel de François Asselineau pour l'élection présidentielle de 2017.

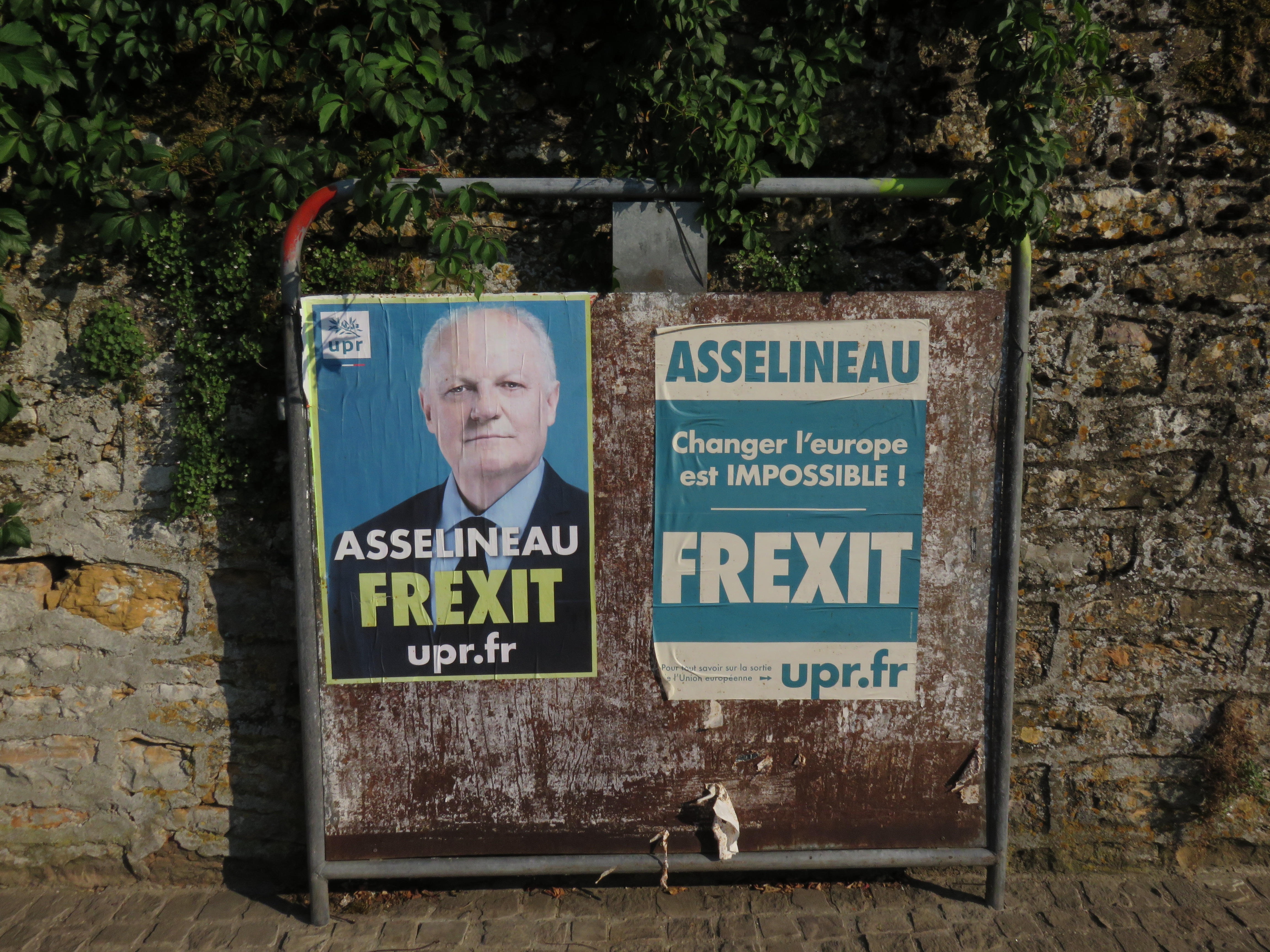
Affiches de François Asselineau avec le slogan Frexit.

S'étant déclaré candidat à l'élection présidentielle de 2017,, François Asselineau obtient 587 parrainages, ce qui lui permet de faire figure de « candidat surprise »,. Il est alors crédité de 0,5 à 1,5 % des voix dans les sondages,,. Il se targue de « relever le niveau du débat » et déclare être candidat « pour être élu », « pas pour faire de la figuration ».
Il présente son programme lors d'une allocution de 3 h 20 à la Plaine Saint-Denis, le 14 mars 2017. Le Monde souligne que « François Asselineau est le seul parmi les candidats défendant des idées souverainistes à vouloir enclencher une procédure de « Frexit » dès son élection ». Il se fait connaître durant la campagne présidentielle en citant régulièrement des articles des traités européens et les grandes orientations des politiques économiques de la Commission européenne, qui témoigneraient selon lui de l'abandon de la souveraineté française au profit des institutions européennes.
Lors du débat télévisé réunissant la totalité des candidats, il se distingue en citant la Constitution française, les traités de l'Union européenne, et en critiquant les emprunts bancaires des candidats favoris. Il précise que son parti n'a contracté aucun crédit et propose que les partis politiques ne puissent plus se financer auprès des banques, estimant que « ce sont les banques qui donnent après des instructions ». Un sondage visant à déterminer quel candidat a été perçu comme le plus convaincant lui attribue 3 % des suffrages. Les Décodeurs du Monde mettent en cause un « festival d'intox des candidats sur l'Europe lors du grand débat », et en particulier certaines affirmations de François Asselineau. Ce dernier déclare notamment à cette occasion que les traités européens poussent à la privatisation des services publics : selon Les Décodeurs, François Asselineau confond privatisation et libéralisation, cette dernière correspondant à la mise en concurrence des services publics avec des entreprises privées, à l'intérieur de secteurs d'activité précis (les services postaux, l'électricité et le gaz, le transport aérien, etc.) auparavant tous monopolistiques. Aussi, François Asselineau présente les grandes orientations des politiques économiques (GOPÉ) de la Commission européenne comme des directives que la France doit suivre impérativement, mais Les Décodeurs affirment qu'il s'agit de recommandations, non contraignantes. François Asselineau affirme également que la contribution nette de la France au budget de l'Union européenne (la contribution française à l'Union européenne diminuée des dépenses européennes accordées à la France) est de 9 milliards d'euros, alors que le calcul de cette contribution donne un résultat maximum de 6,1 milliards selon Les décodeurs. Ce chiffre est confirmé par RTBF, qui estime que de toute façon, le type de calcul proposé par Asselineau, purement comptable, a un intérêt limité. Ces contributions permettent en effet de faire progresser l'économie des pays les plus faibles, et ceux-ci sont alors susceptibles d'acheter du matériel aux pays les plus forts, ce qui, selon RTBF, complexifie l'équation simpliste d'Asselineau.
Le 20 avril, interviewé sur le plateau de CNews par Olivier Galzi, il est remarqué pour avoir perdu ses nerfs et s'être emporté contre le journaliste. Annonçant qu'il souhaite faire construire un deuxième porte-avions pour la Marine nationale, il se montre incapable d'en communiquer le coût de construction et s’énerve, déclarant : « Est-ce que vous avez demandé comment MM. Macron et Fillon sont en train de préparer, eux, le programme des Français ? Arrêtez de poser ce genre de questions pointues ! »,.
Le 23 avril, il recueille 332 547 voix, soit 0,92 %, et se classe en neuvième position sur onze.

### Échéances électorales postérieures à l'élection présidentielle
François Asselineau se présente dans la 10e circonscription de la Seine-Saint-Denis, où il a réalisé à l'élection présidentielle l'un de ses meilleurs scores, à savoir 2,02 % des suffrages. Il y obtient 710 voix, soit 2,82 % des suffrages exprimés (7e position sur 11).
Au niveau national, l'UPR réalise 0,67 % des suffrages et ne parvient pas à obtenir le financement public, dépassant les 1 % des suffrages dans 37 circonscriptions sur les 50 requises. François Asselineau avait dépassé 1 % dans 159 d’entre elles lors de l'élection présidentielle,.

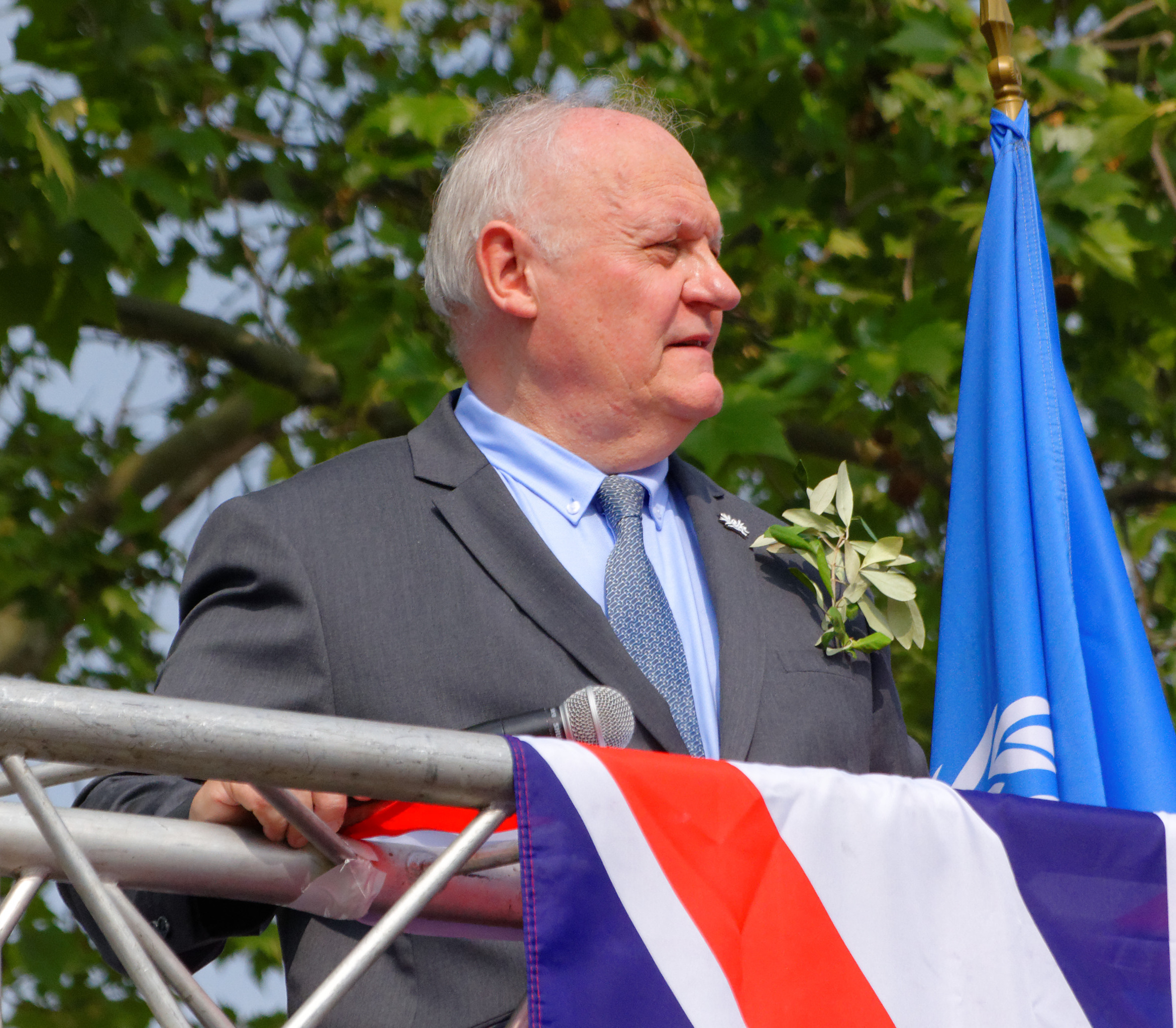
François Asselineau lors de la campagne pour les élections européennes de 2019.

Il est en tête de la liste UPR, intitulée « Ensemble pour le Frexit », aux élections européennes de 2019. Sa liste arrive en treizième position, avec 1,17 % des suffrages.
Il se présente à l'élection présidentielle française de 2022, mais il ne recueille que 293 parrainages sur les 500 requis.
En 2024, François Asselineau fait campagne pour les élections européennes en tant que tête de liste de l'UPR. Il obtient 1,02 % des voix au niveau national. Aux élections législatives anticipées, il est candidat dans la onzième circonscription des Français établis hors de France, où il est éliminé dès le 1er tour avec 3,28 % des suffrages exprimés.

## Accusations de harcèlement et agressions sexuelles

### Contestation de sa présidence de l'UPR
En avril 2020, à la suite de la publication sur les réseaux sociaux de documents faisant état d’éléments de harcèlement sexuel et d’agression sexuelle envers deux hommes de la part du président de l’UPR, plusieurs dizaines de responsables du parti demande à François Asselineau de démissionner de ses fonctions et met en doute la possibilité d’une candidature à l’élection présidentielle de 2022.
Dans une lettre, 20 membres du bureau national du mouvement (sur 28) et 13 délégués régionaux (sur 15) comparent l’affaire aux « mœurs de MM. Strauss-Kahn et Griveaux », précisant : « Des documents et des témoignages indiquent l'existence de relations particulières et plus qu'insistantes de votre part à l'égard [de collaborateurs], et ce, dans le cadre professionnel, qui ont été source de graves souffrances psychologiques ». En outre, ils évoquent de nombreux départs d'adhérents et reprochent un « piètre management, qui écrase les personnes et bride les initiatives ». Ils affirment que le nombre d'adhérents revendiqué est surévalué. Cette réaction du bureau national de l'UPR est inédite. Mais, selon Libération, le bureau national « n'existe que pour la forme » et n'a pas d'influence notable sur les décisions internes.
François Asselineau réagit en dénonçant un « tissu de mensonges et de calomnies » et en affirmant qu'il s’agit de l’œuvre d’une officine politique, puis annonce qu'un congrès virtuel sera organisé dans les plus brefs délais pour « permettre aux adhérents de décider qui doit diriger l’UPR pour les trois ans qui viennent », et invite les « conjurés » à présenter leur liste. Le congrès le réélit le 11 juillet 2020 comme président de l'UPR par 77,7 % des suffrages exprimés.

### Dépôt de plaintes et mise en examen
En mai 2020, une plainte pour « harcèlement sexuel » et « agression sexuelle » est déposée contre François Asselineau par son ancien attaché de presse et chauffeur. Une autre plainte est formée en juillet 2020 suivant pour « harcèlement moral au travail », « harcèlement sexuel » et « agression sexuelle » ; le plaignant avait déjà saisi le bureau national de l’UPR à ce sujet en janvier 2019. Un ancien responsable de l’UPR avait lui aussi fait un signalement à la justice,,.
Le 5 février 2021, après deux jours de garde à vue au cours de laquelle il est confronté à ses accusateurs, François Asselineau est mis en examen pour « harcèlement moral », « harcèlement sexuel » et « agressions sexuelles par personne ayant autorité et intimidation d’une victime ». Alors qu'il est placé sous contrôle judiciaire, sa défense invoque une « enquête menée exclusivement à charge », et lui-même une « machination politique »,.
En décembre 2024 les juges d’instruction rendent une ordonnance de non-lieu, dont le Parquet annonce faire appel.

## Prises de position

### Positionnement politique général

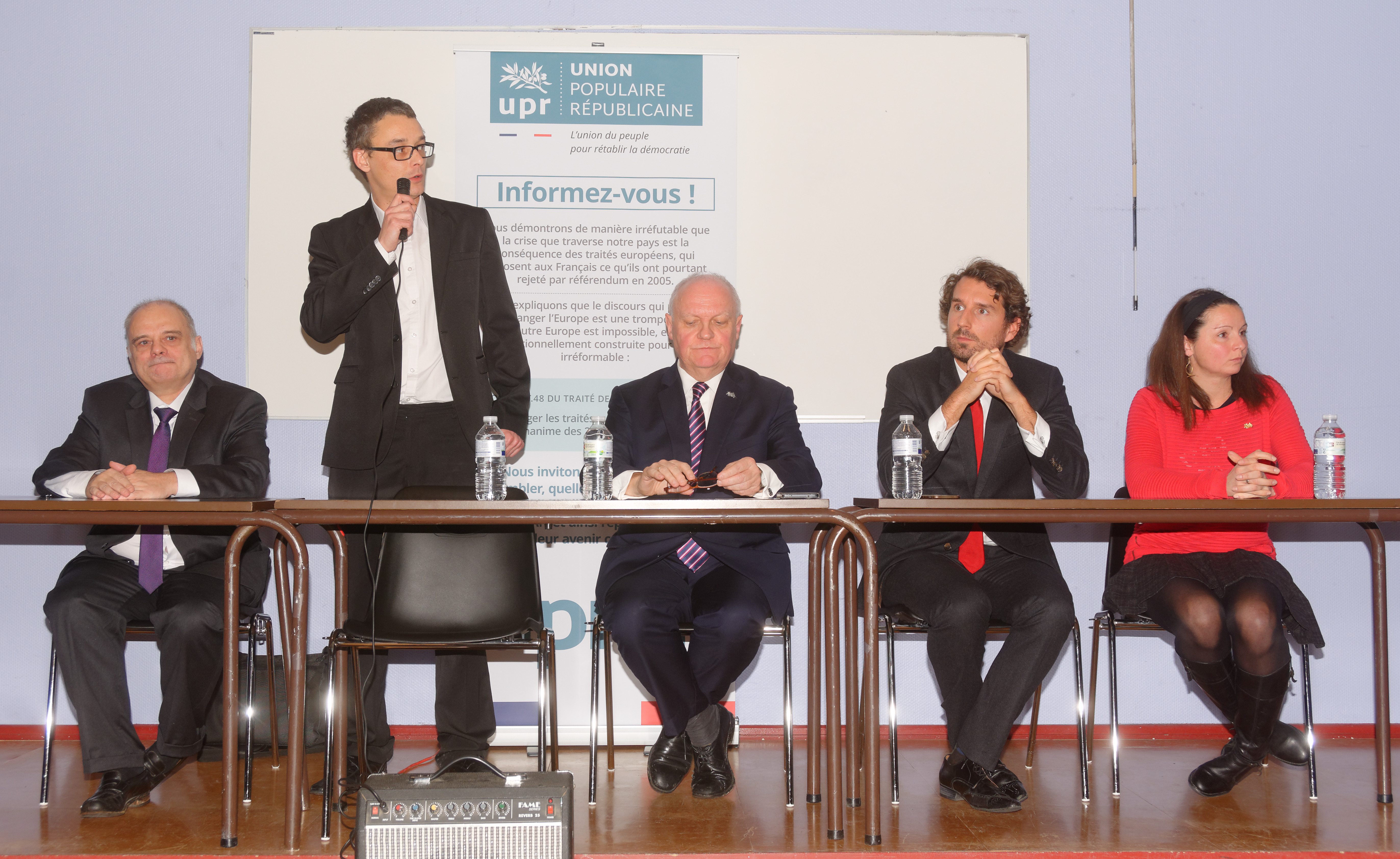
François Asselineau entouré de militants de l’UPR (2018).

Arrêt sur images présente François Asselineau comme un « énarque de droite, aux lisières de l'extrême droite ». Selon Le Monde diplomatique, « la trajectoire de M. Asselineau épouse celle de la droite conservatrice et Souverainisme ». L'universitaire Cécile Vaissié estime qu'il reprend « la même grille d'analyse que le FN » et qu'il « est très marqué à droite, voire à l'extrême droite, mais il prétend dépasser le clivage gauche-droite et attire aussi des gens qui se définiraient comme à gauche ». Le politologue Jean-Yves Camus juge quant à lui qu'Asselineau, homme « intelligent » et « bien sous tous rapports », peut viser à distraire les électeurs du Front national, en attirant « ceux qui sont séduits par le souverainisme et la droite dure ». Cependant, d'après Arrêt sur images, « à la différence d'autres figures intellectuellement proches de l'extrême-droite, [l']anti-américanisme [de François Asselineau] est exclusif de toute trace d'islamophobie, de racisme, ou d'antisémitisme ». L'Obs affirme également que François Asselineau « ne s'est jamais vu reprocher de dérapage raciste, antisémite ou islamophobe ». D'après L'Opinion, il est « souvent étiqueté à droite, voire à l’ultra-droite », et selon Le Figaro, « un certain nombre d'observateurs le classent du côté de la droite souverainiste voire de l'extrême droite eurosceptique ». Mediapart situe l'UPR comme un « petit parti très à droite ». Benoît Rayski le considère comme « un complotiste d'extrême droite ». Selon Les Échos, « en raison du passé politique de François Asselineau et de ses positions souverainistes [...], l'UPR et son leader sont souvent considérés comme étant à "droite" voire à l'"extrême droite" de l'échiquier politique ». En 2018, après un numéro de l'émission C à vous assimilant le parti à l’extrême droite, le Conseil supérieur de l'audiovisuel (CSA) donne raison à l'UPR et estime que le diffuseur, France 5, a « méconnu » son obligation de rigueur.
François Asselineau se définit comme gaulliste,, ou se réclame du « gaullisme social », étiquette reprise par certains observateurs. Il indique qu'« à l'UPR, [il dit] souvent qu'il y a trois choses qui sont de droite : le nom, qui rappelle le RPR, [son] costume-cravate et [son] parcours il y a vingt ans ». Il assure avoir, « pour le reste », « toujours eu à cœur de rassembler ». Pour Laurent de Boissieu, « l’UPR défend un programme inspiré du gaullisme du Conseil national de la Résistance, en rupture avec le ralliement au libéralisme de la grande masse des héritiers du gaullisme » ; il n'assimile pas Asselineau à l'extrême droite, et le qualifie de « souverainiste de sensibilité gaulliste », au même titre que Nicolas Dupont-Aignan. Pour Thomas Legrand, son discours « est — complotisme mis à part — celui qui se rapproche le plus, dans une forme d'anachronisme, du gaullisme originel ». TV5 Monde considère qu'il « est un véritable nostalgique de la France du général de Gaulle, et ne s'en cache pas ». Par ailleurs, François Asselineau cite régulièrement le général de Gaulle ainsi que le gaulliste Philippe Séguin,,. Selon Le Monde diplomatique, ses discours rappellent le « juridisme de Séguin » et « les ritournelles eurosceptiques d'un Jacques Chirac première manière, celui qui, en 1978, dénonçait le « parti de l'étranger », « l'Europe non européenne dominée par les intérêts germano-américains », les « partisans du renoncement » et du « déclin de la patrie » ».
Pour plusieurs médias, François Asselineau et l'UPR adoptent un positionnement proche de celui de Solidarité et progrès, la formation de Jacques Cheminade,,, ce que l'UPR conteste fermement. Lors de la campagne présidentielle de 2017, Jacques Cheminade considère François Asselineau comme l'un de ses principaux adversaires, estimant que son positionnement est proche du sien. Selon un vote par approbation expérimenté à l'occasion de cette élection, l'axe établi par les électeurs situe François Asselineau à une extrémité, le candidat le plus proche de lui étant Jean Lassalle.

### Conspirationnisme antiaméricain et sur d’autres sujets
De nombreux médias qualifient François Asselineau et l'UPR de conspirationnistes. Rudy Reichstadt, animateur du site Conspiracy Watch, résume les idées de François Asselineau comme « un souverainisme intégral mâtiné de théorie du complot antiaméricaine », et voit dans sa stratégie l'intention de mener « une sorte d'OPA sur le public séduit par les discours complotistes de sites comme le Réseau Voltaire ou Égalité et Réconciliation, d'Alain Soral ». Il commente également à son sujet : « Je ne pense pas qu'il soit dingue, mais qu'il utilise le complotisme parce qu'il a compris que c'est ce qui marche sur Internet ». Pour Le Huffington Post, la « rhétorique conspirationniste » de François Asselineau « en fait une personnalité politique à part ».
Pour Arrêt sur images, « c'est […] le complot américain, multiforme mais permanent au moins depuis la Libération, qui est la clé principale, voire unique, d'explication du monde » dans « les discours ou les écrits d'Asselineau ». D'après Libération, « le site officiel du mouvement regorge[ant] de longues analyses se voulant factuelles, mais menant irrésistiblement vers une lecture conspirationniste de l’histoire, dont les ficelles remonteraient jusqu’aux services américains ». Le Monde indique que « de la Syrie à la chasse aux Pokémon jusqu’à la réforme territoriale, il voit la main de l’Oncle Sam partout ». Il présente notamment la secte Boko Haram, l'État islamique ou les attentats de Boston comme autant de complots de la CIA, et affirme à l'occasion des élections régionales de 2015 que les nouvelles régions « ont été calquées sur les États américains », avec pour objectif de « disloquer la France »,.
Selon François Asselineau, le processus d'unification européenne aurait été lancé exclusivement sur instruction du gouvernement américain, dont Robert Schuman n'aurait été qu'un exécutant « prête-nom », et Jean Monnet — « très probablement agent de la CIA » — un « agent traitant ». Le 13 mars 2017, invité au journal télévisé de 20 heures de TF1, il laisse entendre que Jean Monnet et Robert Schuman, fondateurs de la communauté européenne, étaient des agents de la CIA et brandit un numéro du magazine Historia daté de 2003 qui justifierait cette thèse. Deux jours plus tard, Historia dément que Monnet et Schuman aient été agents de la CIA ou aient été financés par elle, et accuse Asselineau d'avoir déformé le sens de l'article cité. Il défend également la thèse selon laquelle Walter Hallstein, premier président de la Commission européenne, aurait été nazi et aurait élaboré un projet d’Europe nazie pour Adolf Hitler, infox qui se répand sur les réseaux sociaux et dans les milieux complotistes.
D'après Caroline Merlin, blogueuse à L'Obs, François Asselineau hait « toute influence anglo-saxonne ou américaine » en France. En 2004, au moment où François Asselineau devient délégué général de l'Intelligence économique à Bercy, le journal Libération estime que sa défense d'un patriotisme économique va « de pair » avec un antiaméricanisme et une critique systématique d' « institutions européennes « libérales » et que ces convictions ne sont « pas toujours très bien argumentées au regard des enjeux de la mondialisation ». Pour Laure Daussy, d'Arrêt sur images, le fait que François Asselineau puisse voir les États-Unis derrière l'État islamique ou bien derrière la construction européenne, ou qu'il puisse penser que Marine Le Pen est soutenue par le gouvernement américain, sont des preuves de l'antiaméricanisme de François Asselineau.
Bien qu'Asselineau prétende ne s'être jamais exprimé sur les attentats du 11 septembre 2001, le site Conspiracy Watch relève dans une de ses vidéos de 2013 une intervention sur le sujet. À cette occasion, Asselineau présente la « théorie officielle » comme une « théorie du complot » — un argument utilisé par les conspirationnistes — et en donne, selon Conspiracy Watch, une « version caricaturale ».
François Asselineau soutient que « Mai 68 a probablement été la première « révolution de couleur » » et s'est produit parce que la CIA et les fondations Ford et Rockefeller ont cherché à déstabiliser la présidence de la République en stipendiant les syndicats étudiants ; Le Monde diplomatique souligne qu'il « éclips[e] totalement la place déterminante des revendications ouvrières dans ce mouvement contestataire, de même que ses aspirations égalitaires ». Il affirme également que le Front national a été « inventé » en 1983 par François Mitterrand et Jacques Attali, qui auraient « donné instruction aux médias » de le « faire mousser ». Il soutient aussi que le FN a été financé dans les années 1980 par une association très proche de la secte Moon, CAUSA International (en), derrière laquelle se trouveraient la CIA et la « famille Bush ». François Asselineau affirme aussi que Marine Le Pen plagie et pollue le discours de l'UPR, et qu'elle a bénéficié de la promotion de l'hebdomadaire Marianne, une tactique visant, selon lui, à rendre infaillible l'élection de Dominique Strauss-Kahn en 2012,. Selon Robin D'Angelo « François Asselineau souffre d’une maladie : la comploïte aigüe » quand il affirme « que « les militaires américains », « le FBI » et « John Negroponte » contrôlent l’institut de sondage Harris Interactive pour faire gonfler les scores de Marine Le Pen afin de discréditer tous ceux qui s’opposent à la construction européenne ».
En 2017, StreetPress souligne que certains invités des universités d'automne ou des meetings de l'UPR sont conspirationnistes, tels Alain Benajam du Réseau Voltaire ou Étienne Chouard, et relève « des centaines » de prises de position conspirationnistes de la part de militants et candidats de l'UPR sur les réseaux sociaux. En 2018, Libération remarque que lors de l'université d'automne de 2017, « l’UPR avait invité des « journalistes indépendants » de 21st Century Wire, un site conspirationniste sur lequel on peut lire par exemple que Hitler a en fait fui en Argentine à la fin de la Seconde Guerre mondiale ».
Face aux accusations de conspirationnisme, François Asselineau dit être victime d'« une forme d'excommunication » et estime qu'il s'agit là d'« une façon de ne pas répondre aux questions de fond ». Selon Le Monde, François Asselineau croit « à un grand complot des grands médias pour le faire passer pour un complotiste ». Pour le sociologue libertaire Jean-Pierre Garnier, le seul tort de François Asselineau est de « [rappeler] certains faits connus mais qu’il convenait de taire, telle la part prise par les États-Unis dans la naissance de la CEE ou, plus récemment, dans l’essor du terrorisme djihadiste ».

### Positionnement vis-à-vis de l'extrême droite et du Front national
François Asselineau affirme être le seul à proposer réellement la sortie de l’Union européenne et de la zone euro,. Il avance par ailleurs que Marine Le Pen copie certaines de ses idées et que le Front national, dont il assure être « l'un des opposants les plus résolus », « ne veut en aucun cas la sortie de l'Europe » car il ne prônerait pas l'activation de l'article 50 du traité sur l'Union européenne et présente des candidats étrangers, titulaires de la citoyenneté européenne, aux élections européennes.
François Asselineau accuse également le FN d'être « un agent du système car il a pestiféré l'idée d'une sortie de l'Union européenne en l'assimilant à un discours extrémiste, anti-arabe et anti-immigrés ». Il concède lors de sa campagne présidentielle que l'UPR peut se sentir proche « de quelqu'un comme Florian Philippot mais il est évident que le fond de sauce du FN a encore tout à voir avec la xénophobie », et affirme que le gouvernement Bernard Cazeneuve en place est lui-même d'extrême droite. D'après Gaël Brustier, l'UPR partage « l’idéologie du rassemblement national » définie par Philippe Burrin et exploite, à travers le Conseil national de la Résistance, « des références historiques qui le distinguent fortement du Front national. Ce dernier, positionné désormais sur le créneau « souverainiste », est obligé d’euphémiser le volet économique de son discours anti-UE qui inquiète parfois un électorat surtout mu par le discours identitaire, autoritaire et anti-immigration traditionnel du parti des Le Pen ». François Asselineau estime toutefois qu'il conviendrait de « calmer [les] phénomènes migratoires », déclarant : « Moi, quand je suis en France j'ai envie d'être en France, quand je suis en Espagne, j'ai envie d'être en Espagne ».
Le militant d'extrême droite Serge Ayoub accueille en 2010 l'une de ses conférences dans son bar, mais Asselineau affirme qu'il ignorait qui était son hôte,,,.
Il déplore la réélection d’Emmanuel Macron à l'issue de l'élection présidentielle de 2022 et critique Jean-Luc Mélenchon, lui reprochant d'avoir appelé à ne pas voter pour Marine Le Pen au second tour.

### Positions pro-russes

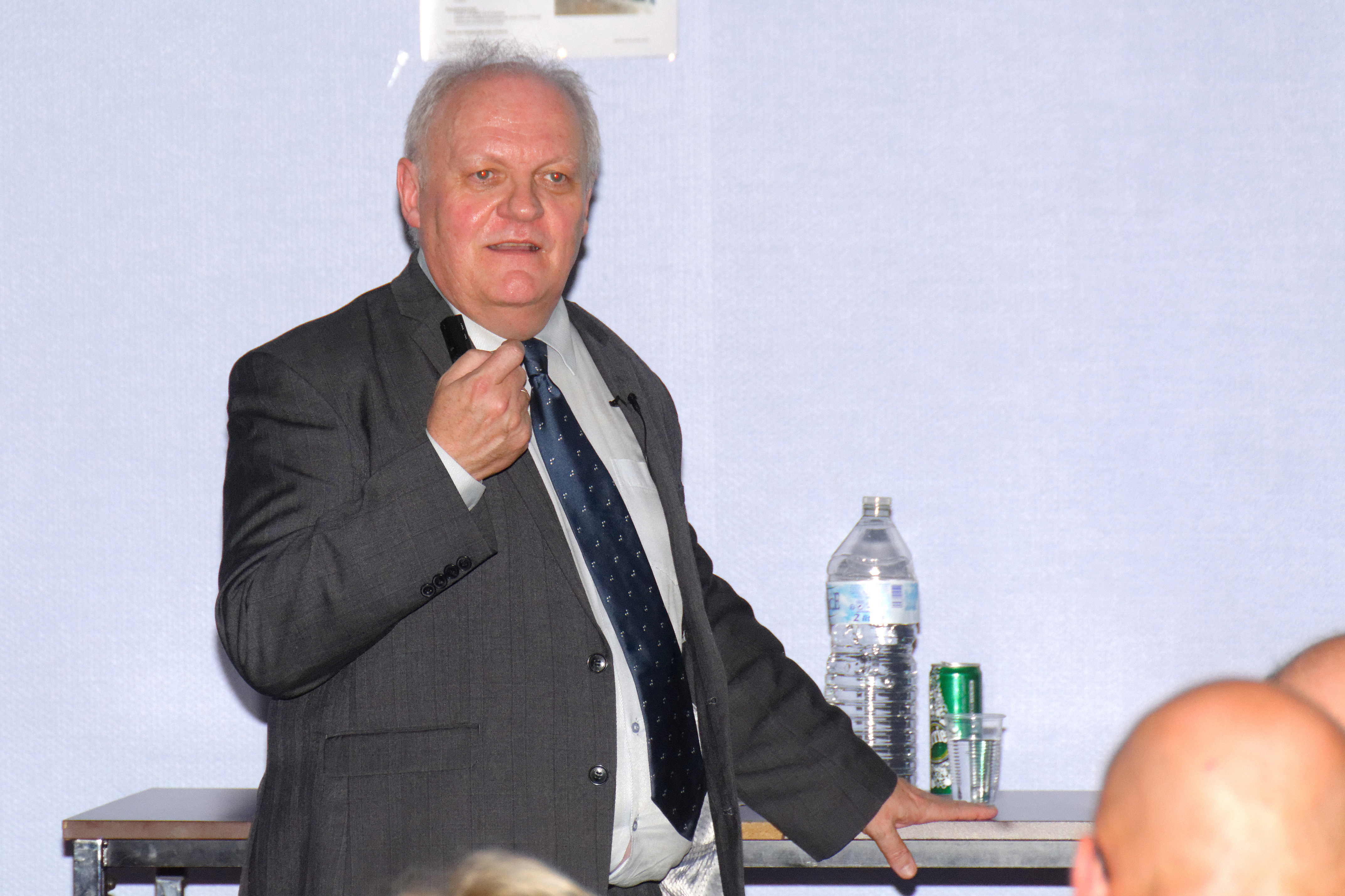
François Asselineau tenant une conférence en 2016.

Selon le journaliste Nicolas Hénin, auteur d'un livre sur les réseaux pro-russes en France, François Asselineau est caricaturalement anti-américain, et « obséquieusement laudateur » du président russe Vladimir Poutine. De plus, Nicolas Hénin qualifie l'UPR de « bon candidat au titre de meilleure officine poutiniste de France ». L'universitaire Cécile Vaissié, spécialiste de la Russie, écrit que François Asselineau « s'active pour le Kremlin ». Elle assure que le débat sur les relations franco-russes qui a lieu à l'université d'automne de l'UPR en 2015 est « biaisé et partisan, voire mensonger ». Elle mentionne la présence de Xavier Moreau à cet événement, et réfute son opinion concernant les télévisions russes, où, selon lui, la liberté des débats est « totale ». Toutefois François Asselineau réfute les accusations selon lesquelles il recevrait des « valises de Poutine ».
L'UPR prône un rapprochement avec la Russie. François Asselineau est régulièrement interrogé par des médias russes tels que Russia Today, ProRussia TV et La Voix de la Russie,, et a visité la Crimée un an après son rattachement à la Russie : le voyage inclut une visite à l’Alliance française de Sébastopol et à la Douma de la ville,. Commentant ce dernier voyage, Jean-Yves Camus se demande « quel est l’intérêt de la Russie à recevoir cet acteur marginal de la vie politique. Sans doute n’y a-t-il pas d’autre réponse que l’appartenance de l’UPR à la constellation de mouvements qui par antiaméricanisme et anti-atlantisme, par opposition à l’Union européenne, trouvent des vertus à la politique étrangère russe, à sa constance comparée aux revirements de l’attitude française, notamment sur la crise syrienne, à sa volonté de puissance, comparée à ce qui semble être le renoncement français ». En juin 2015, François Asselineau est invité aux célébrations de la fête nationale russe à l'ambassade de Russie en France, en compagnie notamment de Jean-Pierre Chevènement et de Jacques Sapir. En décembre 2017, il fait partie des invités à la soirée de lancement de RT France.
Lors de l'invasion de l'Ukraine par la Russie, François Asselineau traite Volodymyr Zelensky d'« escroc », « en cheville avec la pègre ». Il poursuit durant la guerre en partageant une infox à propos de la belle-mère de Zelensky,.

### Soutien au Brexit
François Asselineau est un partisan du Brexit. Le 29 mars 2019, quelques semaines avant les élections européennes, 700 militants de l'UPR manifestent avec des militants du Brexit à Londres, dans un rassemblement baptisé « La France libre de nouveau à Londres », pour célébrer l'entrée en vigueur de la sortie du Royaume-Uni de l'Union européenne, finalement reportée par la Chambre des communes. Dans un discours, François Asselineau évoque « le plus grand rassemblement politique avec des Français de France qui s'est tenu au Royaume-Uni depuis 1940 », et accuse le « IVe Reich européen » d'attenter à la démocratie. Le 23 juillet suivant, l'UPR salue dans l'élection de Boris Johnson à la tête du Parti conservateur et sa nomination à la fonction de Premier ministre, un « événement historique ». En septembre 2019, le parti condamne « un coup d'État des parlementaires » contre le peuple, alors que Boris Johnson est bousculé par la Chambre des communes.

### Pandémie de Covid-19
François Asselineau critique la gestion de la pandémie de Covid-19 par le gouvernement français à partir de 2020. Il défend le professeur Didier Raoult et se montre sceptique sur la politique vaccinale. Selon LCI, il adopte « des positions très sceptiques vis-à-vis des vaccins, pour ne pas dire complotistes, et [s'est] exprimé en faveur de l'hydroxychloroquine ou la vitamine D comme traitements contre le Covid-19, deux options dont l'efficacité n'a jamais été prouvée ». Il affirme notamment à tort que le vaccin Pfizer pourrait accélérer la propagation de la Covid dans l'organisme.
En juillet 2021, comme François Ruffin, Florian Philippot ou Nicolas Dupont-Aignan, il appelle à manifester contre l'extension du passe sanitaire, qu'il juge « absurde, injuste et totalement liberticide ». Au même moment, touché par la Covid-19, il dit s'être procuré de l'ivermectine et de l'hydroxychloroquine, qui auraient fait baisser sa température. Il avait précédemment indiqué qu'il se ferait vacciner « si nécessaire, le moment venu », quand il aurait le choix entre les vaccins russe, chinois et français, et ne pas souhaiter être « un cobaye » avec les sérums homologués dans l'Union européenne,.

## Militantisme et relations avec les médias

### Relations avec les médias

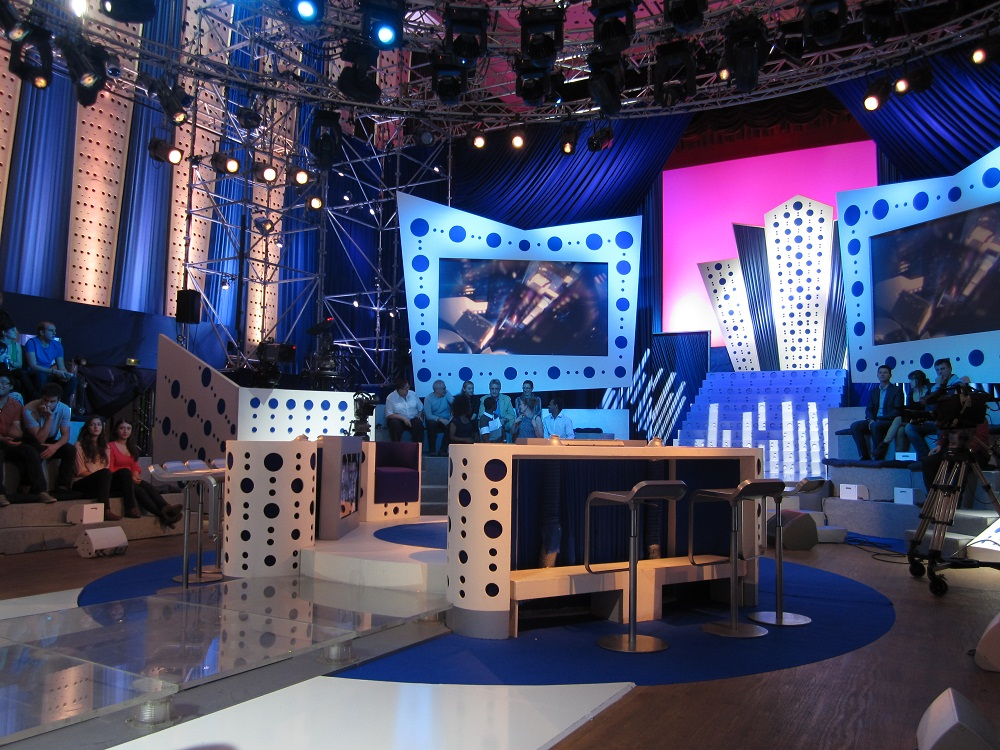
Plateau de l'émission télévisée On n'est pas couché, diffusée sur France 2.

Dès le mois de février 2012, François Asselineau et son parti, l'UPR, considèrent qu'ils sont « barrés des grands médias » et « interdits d'antenne » parce que « [leur] discours dérange ». En 2014, le parti affirme être « le plus censuré de France ».
Laurent Ruquier, ayant reçu « pendant à peu près un an » de nombreux messages, sur Facebook ou Twitter notamment, lui demandant pourquoi il n'invitait pas François Asselineau, finit par recevoir ce dernier dans l'émission On n'est pas couché, en septembre 2014 : sur Le Plus - L'Obs, on s'interroge à cette occasion sur la pertinence de donner la parole à « ce genre d’individu complotiste ».

### Cybermilitantisme
Asselineau et ses équipes sont très investis dans le militantisme sur Internet : l'UPR mise en premier lieu sur le net pour se faire connaître,. Rudy Reichstadt qualifie l'UPR de « véritable phénomène sur Internet » et note qu'il est « difficile de passer à côté lorsqu’on s’intéresse à la mouvance complotiste ». D'après François Asselineau, le site de l'UPR s'est « hissé au tout premier rang des sites politiques français pendant les européennes » en 2014. Lors de la campagne pour ces élections, il est le 5e candidat français le plus influent sur Twitter en considérant les retweets. Arrêt sur images souligne en 2014 que le compte Twitter de François Asselineau « n'est pas particulièrement suivi, par rapport à d'autres politiques : 8 200 followers », ce que l'intéressé explique par le fait d'avoir « rejoint Twitter tardivement » ; il ajoute que la page Facebook de l'UPR compte 30 000 fans, soit un « nombre élevé » selon lui. Lors de la campagne du référendum sur l'appartenance du Royaume-Uni à l'Union européenne, il « se distingue comme la personnalité politique la plus active [sur Twitter en France] avec 16 messages concernant le Brexit ». D'après Rudy Reichstadt, « le site de son parti est le site de parti politique le plus consulté et c’est aussi dans la complosphère le deuxième ou troisième site le plus consulté. C’est aussi un site de parti politique mais il y a régulièrement des informations complotistes ».
François Asselineau diffuse également sur YouTube « des enregistrements de ses conférences-fleuves ». D'après Arrêt sur images, ses vidéos ont été, en 2014, « vues en moyenne entre 10 000 et 150 000 fois (un score pas extraordinaire au regard du succès que peuvent remporter certaines vidéos virales) ». Fin 2016, la chaîne YouTube de l'UPR est la deuxième chaîne politique de France en nombre d'abonnés (près de 25 000), loin derrière celle de Jean-Luc Mélenchon (plus de 122 000). En revanche, en nombre de vues, la chaîne de l'UPR arrive derrière celle du Front national et derrière celle de Jean-Luc Mélenchon, mais devant celle de Marion Maréchal-Le Pen. Durant la campagne présidentielle de 2017, une étude de l’association Data for Good estime que « l’algorithme de recommandation de YouTube, qui suggère les vidéos à regarder, présente un biais net en faveur de Mélenchon, Le Pen et Asselineau », ce dernier figurant dans 15,8 % des vidéos suggérées qui comportent le nom d’un candidat dans leur titre.
Pour Slate, François Asselineau est « le premier vrai candidat YouTubeur », sa chaîne totalisant en 2017 11,4 millions de vues, soit « bien plus que tous les autres candidats, à l'exception de Jean-Luc Mélenchon », en bonne partie grâce à ses « vidéos plus anciennes : si l'on observe ses contenus les plus populaires, notamment des conférences de plusieurs heures, on remarque que les titres et les miniatures de présentation sont souvent très accrocheurs, et le propos fait écho à une sphère de YouTube qui diffuse des thèses « complotistes », thématique extrêmement populaire et favorisée par les algorithmes ». D'après Rudy Reichstadt, ses vidéos diffusées sur YouTube « sont véritablement la clé de son succès : elles ont fait sa notoriété et lui ont permis d’élargir sa base d’adhérents dans des proportions inespérées. Pour quelle raison ? Parce qu’Asselineau, que l’on adhère ou non à ce qu’il dit, raconte une histoire, réintroduit du sens, délaisse la politique technocratique pour parler de l’histoire de France, de la démocratie, de géopolitique, sur un mode toujours très dramatisant ». Gaël Brustier considère que « les meetings-conférences de [François Asselineau], dans le contexte de décomposition idéologique qui caractérise notre époque, donnent une explication globale de la situation de la France, une vision du monde simple, voire simpliste des enjeux actuels, laissant parfois la place à une tentation « complotiste ».
Par ailleurs, François Asselineau publie régulièrement des articles sur AgoraVox. StreetPress le classe parmi « les blogueurs les plus conspirationnistes » qui « ont phagocyté le site ».

### Autres formes de militantisme
Lors de la campagne pour l'élection présidentielle de 2017, François Asselineau obtient « à la surprise générale », selon la presse, les 500 parrainages nécessaires pour valider sa candidature, ce qu'il doit à un « réseau de militants surmotivés » qui est parti très tôt en campagne, allant de préférence vers les maires sans étiquette politique des petites communes. François Asselineau déclare qu'il a rencontré lui-même 108 maires et que ses 200 démarcheurs en ont vu des milliers. Plusieurs maires indiquent que des militants de l'UPR sont venus plusieurs fois à leur rencontre, ce qu'ils n'ont pas observé pour d'autres partis,. Selon Le Dauphiné, les militants de l'UPR sont « d’un prosélytisme à écœurer une armada de témoins de Jéhovah ». La motivation des militants a joué en leur faveur et certains maires ont accordé leur parrainage même lorsqu'ils n'étaient pas favorables à une sortie de l'Union européenne, n'avaient pas l'intention de voter pour François Asselineau ou pensaient qu'il n'avait aucune chance d'être élu,. Près de la moitié des parrainages ont été obtenus dans les départements du Nord-Est.
Fin 2018, François Asselineau affiche d'abord son scepticisme à l'égard du mouvement des Gilets jaunes, qu'il juge « inoffensif » et « sans lendemain ». Il appelle ensuite les Gilets jaunes à solliciter les députés pour lancer la procédure de destitution d'Emmanuel Macron prévue par l'article 68 de la Constitution, à l'aide d'une lettre type diffusée sur le site de l'UPR,,. Franck Marlin (LR) est à la fin décembre le seul parlementaire à répondre favorablement. Rudy Reichstadt évoque « une proposition fantaisiste » et estime qu'« on peut légitimement douter que l'ancien haut fonctionnaire qu'est François Asselineau n'en ait pas parfaitement conscience ». Début 2019, France Inter et France Info relèvent la popularité grandissante de François Asselineau au sein des Gilets jaunes,.

### Page Wikipédia
D'après Envoyé spécial et Florence Devouard, François Asselineau crée lui-même en 2007 l'article qui lui est consacré sur la version francophone de Wikipédia, ainsi qu'un autre consacré à l'UPR,,. Selon Pierre-Carl Langlais, administrateur sur Wikipédia, celui-ci cherche, « peu ou prou, à contre-balancer l’omerta dont serait victime l’UPR dans les médias traditionnels ». Ces deux articles sont supprimés à plusieurs reprises,,,, le débat communautaire concluant à un manque de références dans les médias traditionnels.
François Asselineau proteste alors contre la « censure » exercée à son encontre sur la version francophone de Wikipédia — plusieurs versions en d'autres langues, notamment en anglais et en allemand, dont les critères d'admissibilité sont moins stricts, lui consacrent un article sans être supprimées,,. Daniel Ichbiah classe François Asselineau parmi les personnes qui harcèlent la fondation Wikimedia, « s'estimant à tort ou à raison desservies par Wikipédia ». Florence Devouard précise : « Comme il n'est pas arrivé à ses fins, il nous a assaillis de questions, en a parlé à la presse, et même dans l'émission Envoyé spécial. Des gens comme cela nous épuisent. » Les débats autour du maintien de la page Wikipédia de François Asselineau — qui finit par être restaurée et conservée en 2015, au moment des élections régionales — sont présentés comme un « cas d'école » sur la version francophone de l'encyclopédie,,.

## Synthèse des résultats électoraux

### Élections présidentielles
| Année | Parti | Parti | 1er tour | 1er tour | 1er tour |
| Année | Parti | Parti | Voix     | %        | Rang     |
| ----- | ----- | ----- | -------- | -------- | -------- |
| 2017  |       | UPR   | 332 547  | 0,92     | 9e       |

### Élections législatives
| Année | Parti | Parti | Nuance                                  | Circonscription      | 1er tour | 1er tour | 1er tour |
| Année | Parti | Parti | Nuance                                  | Circonscription      | Voix     | %        | Rang     |
| ----- | ----- | ----- | --------------------------------------- | -------------------- | -------- | -------- | -------- |
| 2013  |       | UPR   | DVD                                     | 3e de Lot-et-Garonne | 189      | 0,58     | 12e      |
| 2017  | DIV   | UPR   | 10e de la Seine-Saint-Denis             | 710                  | 2,82     | 7e       |          |
| 2024  | DSV   | UPR   | 11e des Français établis hors de France | 1 376                | 3,28     | 5e       |          |

### Élections régionales
Les résultats ci-dessous concernent uniquement les élections où il est tête de liste.
| Année | Parti | Parti | Nuance | Circonscription | 1er tour | 1er tour | 1er tour |
| Année | Parti | Parti | Nuance | Circonscription | Voix     | %        | Rang     |
| ----- | ----- | ----- | ------ | --------------- | -------- | -------- | -------- |
| 2015  |       | UPR   | DIV    | Île-de-France   | 29 755   | 0,94     | 8e       |

### Élections européennes
Les résultats ci-dessous concernent uniquement les élections où il est tête de liste.
| Année | Parti | Parti | Nuance | Circonscription | Voix   | %    | Rang   | Sièges |
| ----- | ----- | ----- | ------ | --------------- | ------ | ---- | ------ | ------ |
| 2014  |       | UPR   | DIV    | Île-de-France   | 17 864 | 0,58 | 15e    | 0 / 15 |
| 2019  | —     | UPR   | France | 265 469         | 1,17   | 13e  | 0 / 79 |        |
| 2024  | DIV   | UPR   | France | 253 036         | 1,02   | 11e  | 0 / 81 |        |

### Élections municipales
Les résultats ci-dessous concernent uniquement les élections où il est tête de liste.
| Année | Parti | Parti | Nuance | Circonscription             | 1er tour | 1er tour | 1er tour | 2d tour | 2d tour | 2d tour | Sièges | Sièges |
| Année | Parti | Parti | Nuance | Circonscription             | Voix     | %        | Rang     | Voix    | %       | Rang    | CA     | CP     |
| ----- | ----- | ----- | ------ | --------------------------- | -------- | -------- | -------- | ------- | ------- | ------- | ------ | ------ |
| 2001  |       | RPF   | DD     | 19e arrondissement de Paris | 4 852    | 11,86    | 4e       | 6 603   | 15,78   | 3e      | 3 / 36 | 1 / 12 |

## Publication
- « Élaboration d’un concept : les 4 clés de l’intelligence économique », Revue internationale de psychosociologie, vol. XV, no 36,‎ 2009, p. 131-142 (lire en ligne).